# Hof van Beroep voor het federale circuit
Het Hof van Beroep voor het federale circuit (Engels: United States Court of Appeals for the Federal Circuit) is een Amerikaanse federale rechtbank die beroepszaken hoort uit het gehele land op een aantal speciale rechtsgebieden waaronder patenten. Circuit justice voor het federale circuit is opperrechter John Roberts.